# Cernobîl (serial)
Cernobîl este un scurt serial anglo-american de televiziune care înfățișează o dramă istorică creată și scrisă de Craig Mazin și regizată de Johan Renck. Serialul este o coproducție între rețeaua americană prin cablu HBO și rețeaua britanică de televiziune Sky, iar premiera lui a avut loc în Statele Unite pe 6 mai 2019 și în Regatul Unit pe 7 mai 2019. Serialul înfățișează dezastrul nuclear de la Cernobîl, care s-a produs în Uniunea Sovietică în aprilie 1986, precum și acțiunile fără precedent de curățire a zonei contaminate care au urmat.

## Premiză
Cernobîl ecranizează „povestea adevărată a uneia din cele mai mari catastrofe create de om din istorie și povestește despre curajul bărbaților și femeilor care s-au sacrificat pentru a salva Europa de la un dezastru inimaginabil. Serialul se concentrează pe subiectul sfâșietor al dezastrului nuclear care s-a produs în Ucraina Sovietică în aprilie 1986, dezvăluind cum și de ce s-a întâmplat și narând poveștile șocante, remarcabile, ale eroilor care au luptat și au murit”.

## Distribuție și personaje

### În rolurile principale
- Jared Harris în rolul lui Valeri Legasov, director adjunct al Institutului Kurceatov pentru Energie Atomică și membru al echipei chemate să intervină după producerea dezastrului;
- Stellan Skarsgård în rolul lui Boris Șcerbina, vicepreședinte al Consiliului de Miniștri al Uniunii Sovietice și șeful Biroului pentru Combustibili și Energie. El a fost desemnat de Kremlin după producerea dezastrului să conducă la fața locului comitetul guvernamental;
- Emily Watson în rolul Ulanei Homiuk, un personaj fictiv inspirat din mai multe persoane reale, om de știință la Institutul pentru Energie Nucleară al Academiei de Științe a RSS Bieloruse, care a devenit membru al echipei care a investigat dezastrul;
- Jessie Buckley în rolul Liudmilei Ignatenko, soția lui Vasili Ignatenko;
- Adam Nagaitis în rolul lui Vasili Ignatenko, un pompier de 25 de ani din Prîpeat;
- Paul Ritter în rolul lui Anatoli Diatlov, inginer șef adjunct al centralei nucleare de la Cernobîl;
- Sam Troughton în rolul lui Olexandr Akimov, responsabilul de tură al schimbului de noapte;
- Robert Emms în rolul lui Leonid Toptunov, inginer principal pentru administrarea reactorului;
- Adrian Rawlins în rolul lui Nikolai Fomin, Inginerul Șef al centralei nucleare de la Cernobîl;
- Con O'Neill în rolul lui Viktor Briuhanov, directorul centralei nucleare de la Cernobîl;
- Barry Keoghan în rolul lui Pavel, un civil încorporat să acționeze ca lichidator;
- Ralph Ineson în rolul general-maiorului Nikolai Tarakanov, comandantul lichidatorilor;
- Mark Lewis Jones în rolul general-colonelului Vladimir Pikalov, comandant al Forțelor Chimice ale URSS;
- Alex Ferns în rolul lui Gluhov, șef de echipă a minerilor;
- Alan Williams în rolul secretarului adjunct al KGB Cearkov, personaj fictiv;
- Fares Fares în rolul lui Bacio, un soldat sovietic;
- David Dencik în rolul lui Mihail Gorbaciov, Secretar General al Partidului Comunist al Uniunii Sovietice;

### În roluri secundare
- Karl Davies în rolul lui Viktor Proskuriakov, inginer stagiar principal pentru administrarea reactorului;
- Donald Sumpter în rolul lui Jarkov, membru al comitetului executiv al PCUS Prîpeat;
- Nadia Clifford în rolul Svetlanei Zincenko, medicul care îi tratează pe Vasili Ignatenko și pe alții împotriva efectelor radiațiilor;

### În alte roluri
- Adam Lundgren în rolul lui Viaceslav Brajnik, operator principal al turbinelor;
- Jay Simpson în rolul lui Valeri Perevozcenko, maistrul-șef al sectorului reactorului;
- Billy Postlethwaite în rolul lui Boris Stolearciuk, inginer principal în camera de control a unității nr. 4;
- Michael Colgan în rolul lui Mihail Șceadov, ministrul sovietic al Industriei Cărbunelui;
- James Cosmo în rolul unui miner;

## Episoade
| Nr. | Titlu                          | Regizat de  | Scris de    | Data difuzării | Difuzare în Regatul Unit | S.U.A. telespectatori (milioane) | Telespectatori în Regatul Unit (milioane) |
| --- | ------------------------------ | ----------- | ----------- | -------------- | ------------------------ | -------------------------------- | ----------------------------------------- |
| 1 | „1:23:45”                      | Johan Renck | Craig Mazin | 6 mai 2019     | 7 mai 2019               | 0.756                            | 0.861                                     |
| Pe 26 aprilie 1988, un Valeri Legasov în suferință înregistrează câteva casete în care îl învinovățește pe Anatoli Diatlov pentru dezastrul de la Cernobîl și își exprimă nemulțumirea pentru sentința redusă de condamnare la închisoare primită de acesta. Legasov își strânge apoi casetele, le ascunde în sistemul de ventilație al blocului său și se spânzură. Doi ani și un minut mai devreme, o Liudmila Ignatenko gravidă se trezește la miezul nopții și e martoră la explozie. Între timp, Diatlov, Akimov, Toptunov și câțiva alții încearcă din camera de control să înțeleagă ce s-a întâmplat, în timp ce evaluează pagubele. O Liudmila îngrijorată privește cum Vasili se pregătește să meargă să înfrunte incendiul. El o liniștește spunându-i că se va întoarce repede. Perevozcenko se întâlnește cu Iuvcenko, care dă mai târziu peste un rănit și constată că miezul reactorului este descoperit. Pompierii sosesc și Vasili vede cum un coleg ține în mână un bloc de grafit, iar mai târziu este distrus văzându-l cu arsuri la mână, cauzate de expunerea la radiația ionizantă. Kudriavțev, Proskuriakov și Iuvcenko ajung în camera reactorului și văd miezul în flăcări. Viktor Briuhanov și Nikolai Fomin primesc un raport de la Diatlov privind situația și raportează la rândul lor comitetului executiv că totul e sub control la Prîpeat. După întrunire, Sitnikov se întâlnește cu Briuhanov, Fomin și Diatlov și raportează că nivelui de emisii radiaoctive este ridicat și că miezul reactorului este expus. Diatlov prezintă simptomele iradierii acute și Fomin îl trimite pe Sitnikov pe acoperișul vecin unității 4 pentru a constata dacă miezul este cu adevărat expus. Sitnikov constată acest lucru, dar primește o doză de iradiere letală. Legasov este sunat de Boris Șcerbina, care îi spune că a avut loc un incident la Cernobîl și că Legasov este convocat la comitetul de criză din ordinul lui Mihail Gorbaciov, în calitate de specialist în reactoare de tip RBMK.               |                                |             |             |                |                          |                                  |                                           |
| 2 | „Please Remain Calm”           | Johan Renck | Craig Mazin | 13 mai 2019    | 14 mai 2019              | 1.004                            | 0.891                                     |
| În Minsk, la 7 ore după incident, Ulana Homiuk și adjunctul ei descoperă o creștere a nivelului radiactivității și deduc rapid că s-a întâmplat ceva fie la centrala nucleară de la Ignalina, fie la cea de la Cernobîl. Ea contactează telefonic cu succes personalul de la Ignalina, dar nimeni de la Cernobîl nu răspunde la telefon. Homiuk ia apoi legătura cu comitetul executiv din Minsk, dar temerile ei sunt respinse, apoi decide să plece de una singură la Cernobîl. O Liudmila îngrijorată pătrunde prin dispozitivul de securitate al supraaglomeratului spital din Cernobîl, unde află că Vasili a fost evacuat la Moscova împreună cu alți lichidatori. La Moscova, Legasov le explică lui Gorbaciov și unui Șcerbina sceptic că situația este mult mai serioasă decât au raportat-o oficialii comitetului executiv Prîpeat, iar Gorbaciov îi trimite pe amândoi la Cernobîl să verifice ei înșiși. Apropiindu-se de reactor, Legasov atrage atenția asupra blocurilor de grafit și îl convinge pe Șcerbina că miezul este într-adevăr descoperit. Șcerbina îi confruntă apoi pe Briuhanov și Fomin, care-l acuzaseră pe Legasov de dezinformare. Generalul Vladimir Pikalov folosește un dozimetru cu scală extinsă, care dovedește că nivelul de radioactivitate extrem de crescut le justifică temerile. Legasov îi instruiește pe militari să stingă incendiul cu nisip și bor, iar această sarcină se dovedește foarte riscantă. Șcerbina este informat că știrile despre Cernobîl s-au scurs în întreaga lume, iar apoi se ordonă evacuarea imediată a întregii populații din Prîpeat. Homiuk sosește la Cernobîl și îi avertizează pe Legasov și Șcerbina despre probabilitatea unei explozii și mai mari cauzată de vaporii produși de apă și materialul nuclear. Legasov îi cere lui Gorbaciov permisiunea de a trimite trei oameni în misiunea foarte riscantă de a evacua apa din subsolul centralei. Alexei Ananenko, Valeri Bezpalov și Boris Baranov se oferă voluntari și sunt trimiși în subsolul inundat. |                                |             |             |                |                          |                                  |                                           |
| 3 | „Open Wide, O Earth”           | Johan Renck | Craig Mazin | 20 mai 2019    | 21 mai 2019              | 1.063                            |                                           |
| Ananenko, Bezpalov și Baranov evacuează cu succes apa din subsolul centralei. Pikalov prezintă noi măsurători care indică faptul că miezul începe să se topească. Șcerbina și Legasov îl avertizează pe Gorbaciov că e necesară instalarea unui schimbător de căldură sub reactor pentru a preveni ca topirea miezului să ducă la contaminarea pânzei freatice. Șcerbina îl scoate pe Legasov din clădire și îi arată că sunt urmăriți de KGB. Legasov o trimite pe Homiuk la Moscova pentru a-i interoga în privința evenimentelor petrecute pe Diatlov, Akimov și Toptunov, cât timp mai sunt în viață. În Tula, ministrul Mihail Șceadov îi trimite pe minerii conduși de Gluhov la Cernobîl pentru a săpa un tunel și a instala schimbătorul de căldură. După un scurt dialog între Gluhov, Șcerbina și Legasov, minerii încep să sape tunelul în condiții foarte grele. La Moscova, Liudmila mituiește personalul spitalului pentru a-l vizita pe Vasili. Ea îi ascunde unei asistente că e gravidă și i se permite să stea 30 de minute cu el fără contact fizic. Liudmila nu respectă indicațiile asistentei și îl îmbrățișează pe Vasili. Starea lui se înrăutățește, speriind-o pe Liudmila. Homiuk nu reușește să-l facă pe Diatlov să coopereze, dar află de la muribunzii Toptunov și Akimov că reactorul a explodat după ce Akimov a apăsat butonul de oprire. Vasili moare, iar Homiuk o găsește pe Liudmila la căpătâiul acestuia, în patul lui izolat. Homiuk descoperă că Liudmila e gravidă și amenință să raporteze comitetului despre încălcarea protocolului din spital, dar este arestată imediat de KGB. Șcerbina și Legasov raportează Comitetului Executiv Central planurile lor de decontaminare. Legasov îl roagă apoi pe secretarul adjunct Cearkov să o elibereze pe Homiuk, asumându-și responsabilitatea pentru acțiunile ei. Liudmila asistă împreună cu rude ale altor lichidatori cum trupul lui Vasili, închis într-un sicriu din plumb, este înhumat într-un strat gros de beton.                       |                                |             |             |                |                          |                                  |                                           |
| 4 | „The Happiness of All Mankind” | Johan Renck | Craig Mazin | 27 mai 2019    | 28 mai 2019              | 1.193                            |                                           |
| Locuitorii sunt evacuați din zona de excludere și operațiunile de decontaminare sunt în desfășurare. Recrutul civil Pavel este trimis în echipă cu Bacio, veteran al războiului din Afganistan, să patruleze zona, să împuște animalele abandonate pentru a opri răspândirea contaminării radioactive și să strângă apoi cadavrele lor pentru distrugere. Comandantul lichidatorilor de la Cernobîl, generalul Nikolai Tarakanov, decide să fie folosite vehicule comandate de la distanță din Programul Lunohod cu care să fie curățat acoperișul centralei pentru a permite construirea unui sarcofag. După ce un vehicul robot al poliției din RFG s-a defectat aproape instantaneu pe acoperișul cel mai radioactiv, Tarakanov este obligat să rotească 3.828 de lichidatori care să îl curețe manual de bucățile de grafit, permițându-le să lucreze maxim 90 de secunde fiecare, o singură dată. Homiuk investighează arhivele de la Moscova și îl confruntă pe Diatlov, care știe că guvernul nu este interesat de adevăr. Întâlnindu-se departe de microfoanele KGB, Șcerbina și Legasov o informează pe Homiuk ca vor depune mărturie ca experți în procesul lui Diatlov, Briuhanov și Fomin, iar Legasov va vorbi în fața Agenției Internaționale pentru Energie Atomică (AIEA). Homiuk le arată un articol cenzurat de KGB despre un incident similar, petrecut la centrala nucleară de la Leningrad în 1975, și le spune că Liudmila Ignatenko a născut o fetiță care a murit imediat din cauza iradierii. Homiuk îl imploră pe Legasov să prezinte întregul adevăr în fața AIEA, în timp ce Șcerbina recomandă precauție, pentru a evita represalii guvernamentale. |                                |             |             |                |                          |                                  |                                           |
| 5 | „Vichnaya Pamyat”              | Johan Renck | Craig Mazin | 3 iunie 2019   | 4 iunie 2019             | 1.089                            |                                           |
| După mărturia mincinoasă a lui Legasov în fața AIEA din Viena, Diatlov, Briuhanov și Fomin sunt judecați într-un proces desfășurat în orașul abandonat Cernobîl. Primul chemat să depună mărturie este Șcerbina, care explică modul în care funcționează o centrală nucleară. Homiuk și Legasov depun mărturie cu privire la evenimentele care au condus la catastrofă, pe baza interviurilor cu cei din camera de control a reactorului. Flashbackuri intercalate în episod arată că - din cauza unei amânări cu 10 ore a testului de siguranță și a grabei lui Diatlov de a începe - reactorul s-a calat, apoi a intrat în suprasarcină. Akimov a activat butonul de oprire de urgență, dar o eroare de construcție a barelor de control a ridicat supratensiunea până la de zece ori limita maximă admisibilă a reactorului, iar acesta a explodat. Legasov a dezvăluit informațiile cenzurate privind centrala de la Leningrad și a recunoscut că a mințit în fața AIEA la Viena. El a fost apoi arestat de KGB și informat că mărturia sa va fi cenzurată de mass-media de stat sovietică; mai mult, i s-a interzis să discute cu oricine despre Cernobîl, a fost anunțat că nu i se va recunoaște rolul în limitarea efectelor dezastrului și că nu va mai mai lucra în domeniu niciodată. La finalul serialului sunt prezentate imagini și filme înfățișându-i pe adevăratul Legasov și pe alți eroi importanți, se prezintă soarta acestora după accidentul nuclear precum și urmările acestuia. |                                |             |             |                |                          |                                  |                                           |

1. ↑  (În rusă vecinaya, în ucraineană vicina), în română „Veșnica pomenire”, o expresie folosită de bisericile ortodoxe în timpul cermoniilor funerare

## Producție

### Realizare
Pe 26 iulie 2017 s-a anunțat că HBO intenționează realizarea serialului Cernobîl, prima coproducție a canalului cu Sky UK. Scenaristul scurtei serii de 5 episoade a fost Craig Mazin, iar regizorul Johan Renck. Mazin a îndeplinit, alături de Carolyn Strauss și Jane Featherstone, și funcția de producător executiv, avându-i pe Chris Fry și Renck drept coproducători executivi. Mazin a devenit interesat de crearea serialului după ce a hotărât să scrie ceva care să răspundă felului „cum ne confruntăm în acest moment cu un război global împotriva adevărului”. Pe 11 martie 2019 s-a anunțat că premiera serialului va avea loc pe 6 mai 2019.

### Distribuție
Simultan cu anunțul inițial privind lansarea serialului a fost confirmat și faptul că Jared Harris va juca în el. Pe 19 martie 2018 s-a făcut public faptul că Stellan Skarsgård și Emily Watson s-au alăturat distribuției principale. În mai 2018 s-a anunțat și cooptarea actorilor Paul Ritter, Jessie Buckley, Adrian Rawlins și Con O'Neill.

### Filmări

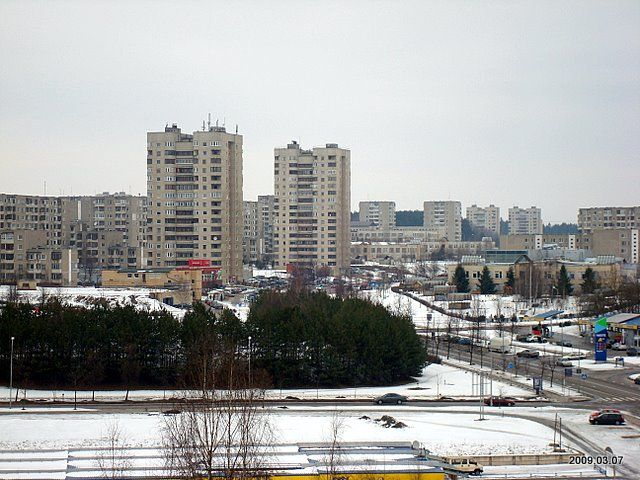
Cartierul cu aer sovietic Fabijoniškės din Vilnius, Lituania, folosit pentru a înfățișa orașul Prîpeat

Turnarea filmului a început în aprilie 2018, în Lituania. Primele filmări au fost demarate pe 13 mai 2018, în Fabijoniškės, un cartier rezidențial din Vilnius, Lituania, folosit pentru a înfățișa orașul ucrainean Prîpeat, deoarece cartierul încă reda o autentică atmosferă sovietică. O zonă densă de blocuri a fost folosită ca loc pentru filmarea scenelor de evacuare a orașului. Regizorul Johan Renck a criticat puternic numărul mare de ferestre moderne și atrăgătoare ale locuințelor, dar nu a insistat pentru îndepărtarea lor la faza de post-producție. La sfârșitul lunii martie producția s-a mutat la Visaginas, tot în Lituania, pentru a filma scene în interiorul și exteriorul centralei nucleare de la Ignalina, acum scoasă din uz, care este uneori considerată „sora celei din Cernobîl” din cauza asemănării proiectelor reactoarelor folosite la cele două, de tip RBMK. La începutul lunii iunie 2018 producția s-a mutat în Ucraina pentru filmarea unor scene finale minore. Filmările la miniseria Cernobîl au durat 16 săptămâni.

## Recepție

### Recepție critică
Cernobîl a primit aprecieri din partea criticilor. Pe Rotten Tomatoes a atins o evaluare pozitivă de 96%, cu un scor mediu cuprins între 8,83 din 10, bazat pe 47 de recenzii.  În consensul critic, siteul scrie că „Cernobîl te ține țintuit într-un sentiment de groază care nu se disipă niciodată, ecranizând o tragedie națională cu adevărată măiestrie și cu o inteligentă disecție a putreziciunii instituționale”. Pe Metacritic miniseria a atins scorul mediu de 83 din 100, pe baza a 26 de recenzii, indicând „apreciere universală”. La jumătatea lunii mai 2019 scorul de pe IMDb era și el ridicat, 9,7/10, bazat pe 527 de recenzii ale utilizatorilor.
Criticii de la The Atlantic, The Washington Post și BBC au notat că serialul trage cu succes paralele cu societatea contemporană, concentrându-se pe puterea informației și pe felul în care conducători necinstiți pot face neintenționat erori dincolo de puterea lor de înțelegere. Sophie Gilbert de la The Atlantic a salutat serialul ca pe o „dizertație terifiantă asupra urmărilor devalorizării adevărului”; Hank Stuever de la The Washington Post l-a lăudat pentru că prezintă „ce se întâmplă când minciuna e standardul și autoritatea e abuzată”.

### Audiență
| 0Nr.0 | Titlu                        | 0Data difuzării0 | 0Audiență0 (18–49) | 0Telespectatori0 (milioane) | DVR 0(18–49)0 | 0Telespectatori DVR0 (milioane) | 0Total0 (18–49) | 0Total telespectatori0 (milioane) |
| ----- | ---------------------------- | ---------------- | ------------------ | --------------------------- | ------------- | ------------------------------- | --------------- | --------------------------------- |
| 1     | 1:23:45                      | 6 mai 2019       | 0,2                | 0.756                       |               |                                 |                 |                                   |
| 2     | Please Remain Calm           | 13 mai 2019      | 0,3                | 1.004                       |               |                                 |                 |                                   |
| 3     | Open Wide, O Earth           | 20 mai 2019      | 0,3                | 1.063                       |               |                                 |                 |                                   |
| 4     | The Happiness of All Mankind | 27 mai 2019      | 0,3                | 1.193                       |               |                                 |                 |                                   |
| 5     | Vichnaya Pamyat              | 3 iunie 2019     | 0,3                | 1.089                       |               |                                 |                 |                                   |

## Vezi și
- Cernobîl. Zona de excludere